# Tingstadstunneln
Tingstadstunneln är en motorvägstunnel, en så kallad sänktunnel, under Göta älv, som via E6 förbinder Hisingen med övriga Göteborgs fastland. Tunneln, som egentligen är två rör med tre filer i varje, är 455 meter lång. Den är placerad mellan Hisingsbron och Marieholmsbron och går från Marieholm på fastlandssidan till Tingstad på Hisingssidan. Tingstadstunneln utgör idag också en del i den viktiga motorvägen mellan Oslo och Köpenhamn via Göteborg.

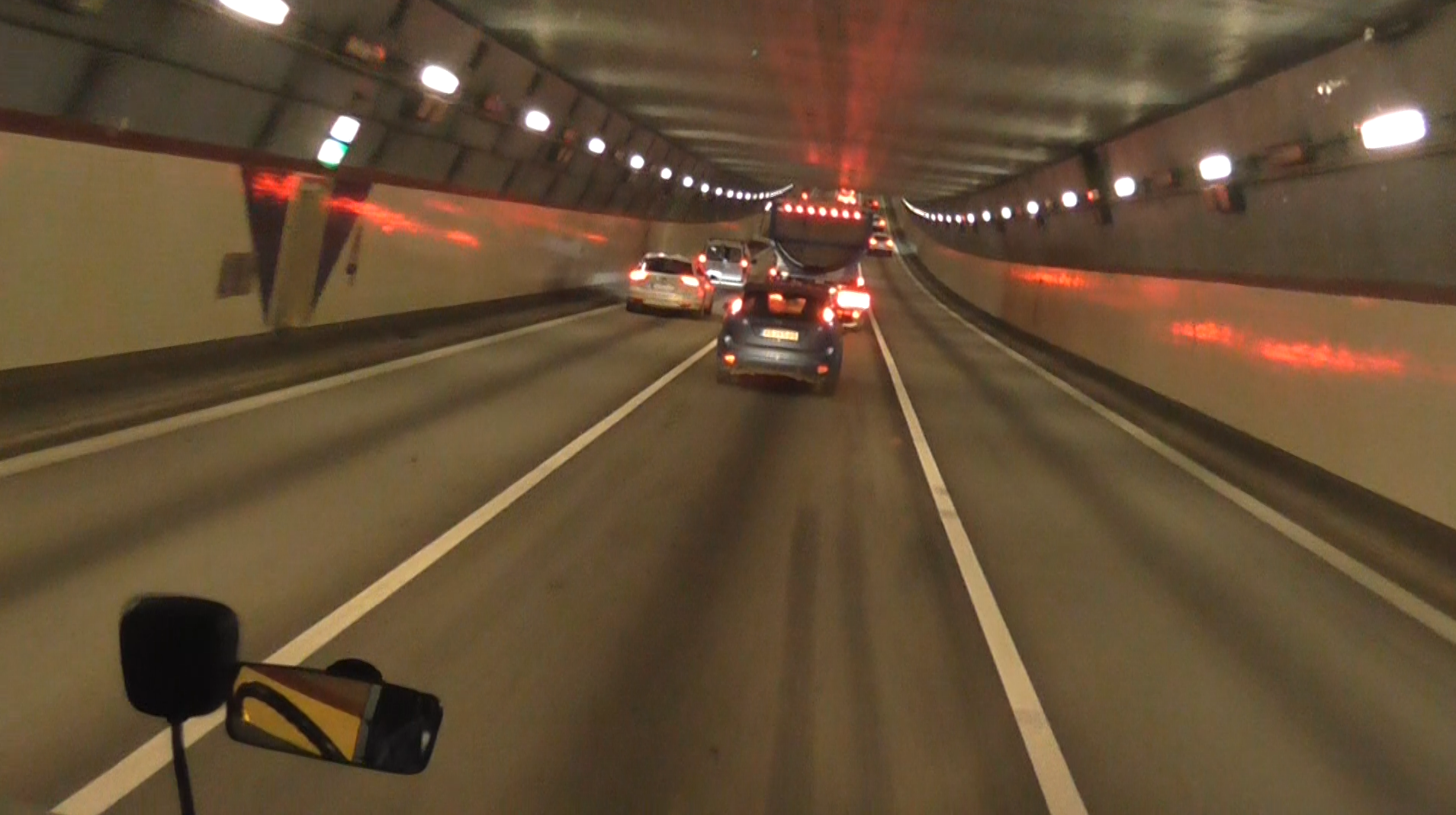
Tingstadstunneln i norrgående riktning (det östra tunnelröret).

## Historia
Redan 1904 motionerade Johan August Hertz i Göteborgs stadsfullmäktige om en tunnelförbindelse under älven från Lilla Bommen till Tingstadsvassen till en kostnad av 3,5 miljoner kronor.

### Tunnelförslaget Johannesplatsen—Lindholmen
År 1946 tillsattes en beredning som skulle utreda en ny älvförbindelse. Ett långt gånget tunnelförslag mellan fastlandet och Hisingen var ute på remiss 1952. Tunneln skulle gå från Johannesplatsen, med sin mynning där Första Långgatan möter Stigbergsliden och till Lindholmen, upp vid Ceresgatan. Den skulle ha två körbanor i varje riktning, separata cykelbanor i två våningar, bli cirka 1 100 meter lång, kosta kring 75 miljoner kronor och vara klar kring 1965. Personalen som skulle bestå av tekniker och vakter, utgjorde 70 personer.

### Tingstadstunneln
Den 2 juni 1960 godkände stadsfullmäktige etapp 1 för Europaväg 6 (då kallad Riksväg 2) genom Göteborg. Denna etapp omfattade Tingstadstunneln, Ringömotet, Gullbergsmotet, Olskroksmotet samt en provisorisk utbyggnad av sträckan Olskroksmotet—Korsvägen. Kostnaderna beräknades till 170 miljoner kronor, och stadsfullmäktige stod som garant för den delen som inte täcktes av statsbidrag. Gatunämndens ordförande Sven Ericson tog på eftermiddagen den 19 januari 1961 det första spadtaget för den kommande Tingstadstunneln. Sveriges dittills största vägbygge hade därmed påbörjats. Initialt beräknades kostnaderna för hela Tingstadsleden alltså till 170 miljoner kronor, vilket kom att fördubblas innan leden var färdig.
Göteborgs hamn stod genom sin bro- och tunnelsektion som byggherre för tunneln, vilken projekterades av Christiani & Nielsen i Köpenhamn. Tio ingenjörer på Gatukontoret arbetade med projektet. Även ingenjörer från Hamnkontoret samt ett stort antal privata entreprenörer. Sommaren 1963 inbjöds såväl svenska som utländska entreprenörer att inkomma med anbud, och i februari 1964 antogs ett anbud på 47,2 miljoner kronor från AB Skånska Cementgjuteriets göteborgsavdelning. Konstruktionsgranskare var professorerna Allan Bergfelt och Hjalmar Granholm.
Att frilägga de blivande Olskroks- och Gullbergsmoten genom att lägga om ledningsnätet var inledningsvis den största utmaningen. All omläggning av korsande vatten-, avlopps- och gasledningar samt el- och telekablar krävde stora arbetsinsatser. Arbetet med muddring och omläggning av områdets åar påbörjades därefter. De omfattande lerlagren närmast under markytan tvingade projektet att göra en stor mängd pålningar som skulle bära upp byggnader samt stabilisera närliggande slänter. Det krävdes att man byggde pumpstationer på de platser av E6:s körbanor som låg under vattenytan, exempelvis Olskroks- och Gullbergsmoten. Det gamla Olskrokstorget och Viaduktplatsen ombildades till Olskroksmotet. Renströmska badanstalten fick rivas och Gullbergsån kulverterades.
Slutsumman för tunnel, tillfarter med mera uppgick till cirka 330 miljoner kronor vid färdigställandet år 1970, vilket motsvarar 2,5 miljarder kronor i dagens penningvärde (2012).

### Tunneln på plats
Tingstadstunneln ingick i Tingstadsleden, som utgjorde en del av Europaväg 6 genom Göteborg. Samtidigt med Tingstadstunnelns öppnande togs återstående delar av Olskroksmotet, Gullbergsmotet, Ringömotet, Brunnsbomotet och Tingstadsmotet i bruk. Tingstadsleden var därmed fullt utbyggd från Olskroksmotet i söder till Ringömotet i norr. Utbyggnaden kostade cirka 235 miljoner kronor, varav Tingstadstunneln cirka 70 miljoner kronor. Tingstadstunnelns längd var 574 meter, med en sluten del på 455 meter och 60 meter långa anslutningar med solskydd. Den slutna delen bestod av två tunnelrör, vardera med en 10,5 meter bred körbana delad i tre 3,5 meter breda körfält. Vid sidan av körbanorna fanns 1 meter breda, förhöjda skyddsremsor. Körbanans största djup under älvens medelvattenyta var 14 meter, och dess lutning uppgick till maximalt 4 procent. Den fria höjden var 4,55 meter, utan marginal. Sammanhängande ramper av lysrör monterades på väggarna, där belysningsstyrkan var störst vid infarterna och minskade successivt mot tunnelns mitt för att därefter förbli konstant till utfarterna.
Tunneln hade ett kraftigt ventilationssystem, som styrdes genom impulser från sikt- och koloxidmätare i tunnelrören. Vid exempelvis en blockering i ett tunnelrör med ett stort antal stillastående fordon kunde den uppmätta koloxidkoncentrationen utlösa ett larm i tunnelns kontrollrum. En trafikledare i kontrollrummet vid tunnelns södra tillfart, kunde då stoppa tillfarten till det aktuella tunnelröret med hjälp av tillfartssignaler och samtidigt tända skyltar med texten "STOPPA MOTORN". Skyltarna var placerade intill signalerna. Först när skyltarna tändes skulle motorerna stoppas.
Trafiken i tunneln dirigerades av trafikledaren — en polisman — från kontrollrummet med hjälp av ett signalsystem, där varje körfält hade sina signaler. Dessa var placerade på ungefär var 60:e meter och var dubbelsidiga för att möjliggöra tillfällig omkastning av körriktningen, i ett eller flera körfält. Detta kunde bli nödvändigt vid exempelvis avstängning av ett av tunnelrören.
Tingstadsleden var utrustade med hjälptelefoner, och i tunneln var dessa placerade i skåp samt direktkopplade till kontrollrummet. Skåpen i tunnelväggarna innehöll även kolsyresläckare och alarmknappar till polis och brandkår. Bärgningsfordon fanns i beredskap under hela dygnet. Under lågtrafiktid stod de vid bensinstationen vid Mårten Krakowgatan, söder om gasklockan. Under högtrafiktid var ett av bärgningsfordonen uppställt i mittremsan vid den södra tunnelmynningen. Med hjälp av tio TV-kameror, fem för varje tunnelrör, kunde trafikledaren lokalisera en blockering eller störning i tunneln och meddela förare av bärgningsfordon lämplig utryckningsväg.

### Trafikregler
I tunneln gällde att: "Trafik med mopeder, cyklar, hästfordon, traktorer och andra fordon vars max hastighet är 30 km/tim samt gångtrafik är förbjuden. Dessutom gäller i Tingstadstunneln att man icke får framföra fordon lastade med klor eller svaveldioxid till en mängd överstigande 250 liter, explosiv vara transportklass A, B, C och D och brandfarlig vätska klass I, ej heller tomma fordon, avsedda för transport av sistnämnda vara (tankbilar), explosiv vara transportklass E (pyroteknisk materiel) till en mängd överstigande 100 kg. Det är förbjudet att byta körfält i tunneln. Det är även förbjudet att tanka och att reparera motorfordon inne i tunneln. I tunneln skall halvljus användas. Vid uppmaning med ljusskylt skall motorerna stoppas."

Förbudsskylt

En ändring av EU-direktiv som påbörjades 2006 och vann laga kraft 2010 samt är juridiskt starkare och överordnat de lokala trafikföreskrifterna gjorde att tunneln mellan 2010 och 2012 blev tillåten för alla typer av farliga transporter, då skylt saknades som explicit förbjuder sådan transport.
Ett regeringsbeslut 2011-12-01 införde nya förordningar som trädde i kraft 2012-01-01 och därmed ska skyltarna komma på plats. De berörda tunnlarna är Tingstadstunneln, Götatunneln och Lundbytunneln. 
Allt började 2011 med en tankbilsolycka på E6:an i höjde med Kode, norr om Kungälv, med en tankbil som brann så kraftigt att asfalten smälte och chauffören avled snabbt. Efteråt påstod infrastrukturminister Catharina Elmsäter-Svärd (M) att sådana dödsolyckor inte kunde ske i svenska tätbefolkade städer.

## Bygget

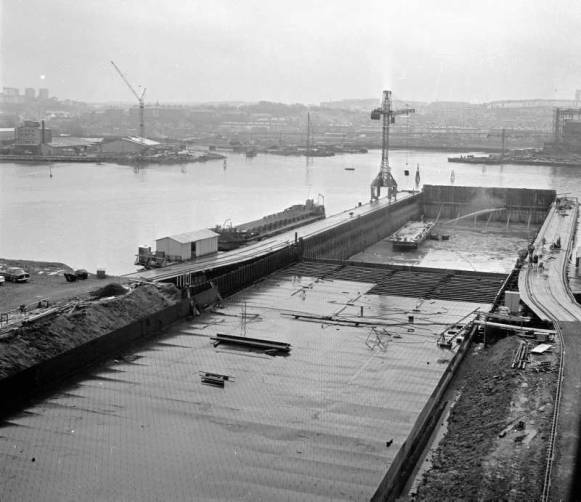
Tingstadstunneln under byggnad 1964.

Arbetet startade 17 januari 1961 vid det dåvarande Olskrokstorget.  Man använde sig av en teknik som går ut på att först ränna bottnen och sedan sänka ner färdiga tunnelsektioner. Därefter spolades sand in under dessa, så att tunneln vilade på ett 0,5 meter tjockt sandlager på den muddrade bottnen. Sedan kringfylldes området med lera. Den muddrade rännans djupaste punkt ligger 16 meter under medelvattenytan. Den första av fem, 14 000 ton tunga, tunnelsektioner döptes till "Charlotta". Av de fem elementen, är fyra 93,5 meter långa och ett med 80 meters längd. Marklagret består i tunnellinjen av lera till 100 meters djup, och tunneln grundlades därför "svävande" i leran. Grundtrycket var initialt 25 ton per längdmeter. Körriktningarna är åtskilda genom ett mittenutrymme som utnyttjas till servicegång och ventilationskanal. 
Konstruktionsbetongens tjocklek är för ytterväggar och botten 100 centimeter, för taket 82 cm och för mellanväggar 50 cm. All betong levererades från Färdig Betongs anläggning på Ringön, cirka 500 meter från arbetsplatsen, och kördes dit på traktordragna betongvaggor. Anslutningsramperna till tunnelrören gjordes 60 meter långa, och för att minska sättningarna gjordes omfattande bankpålningar med 20-30 meter långa träpålar.
Inom ett avsnitt på 200 meter vid tunnels mitt, är hänsyn tagna till ett eventuellt fartygshaveri. Tunneln ska här klara en extra belastning (så kallad "rörlig tilläggslast") på 5000 kg/m², på tio meter tunnellängd.
Tunneln invigdes efter sju års byggande, klockan 11.30 den 29 mars 1968 och ersatte den tidigare sträckningen av E6 genom de centrala delarna av Göteborg förbi Ullevi, Odinsplatsen, runt centralstationen och över Götaälvbron. Där anslöt en motorväg norrut, som nu är E6.21 fram till E6 norr om Tingstadstunneln.
I Tingstadstunneln går Sveriges lägst belägna motorväg, 13,4 meter under medelvattennivån.

### Fakta
Schaktmassor inklusive muddring var 1 350 000 kubikmeter, varav för tunneln 450 000 kubikmeter. Pålarnas längd utgjorde 500 000 löpmeter, varav för tunneln 90 000 löpmeter. Mängden betong var 105 000 kubikmeter, varav för tunneln 50 000 kubikmeter. 8 000 ton armering gick åt, varav för tunneln 4 000 ton. Tunneln isolerades med 33 000 kvadratmeter plåt. Den belagda vägytan utgjorde 220 000 kvadratmeter.

## Trafiken
Tingstadstunneln är idag överbelastad med köer i rusningstid, med 120 000 fordon per dygn, att jämföra med den dimensionerade kapaciteten på 90 000 fordon. En stor del av trafiken är lokal, och cirka 75 procent av trafiken har start eller mål på centrala eller västra Hisingen. Biltrafiken över älven i Göteborg är koncentrerad till Älvsborgsbron, Hisingsbron, Tingstadstunneln och Angeredsbron. Trafikutvecklingen i tunneln har varit (i medeltal bilar per vardagsdygn): år 1980, 92 000 bilar; år 1990, 107 000 bilar; år 2000, 106 000 bilar och år 2008, 121 000 bilar.

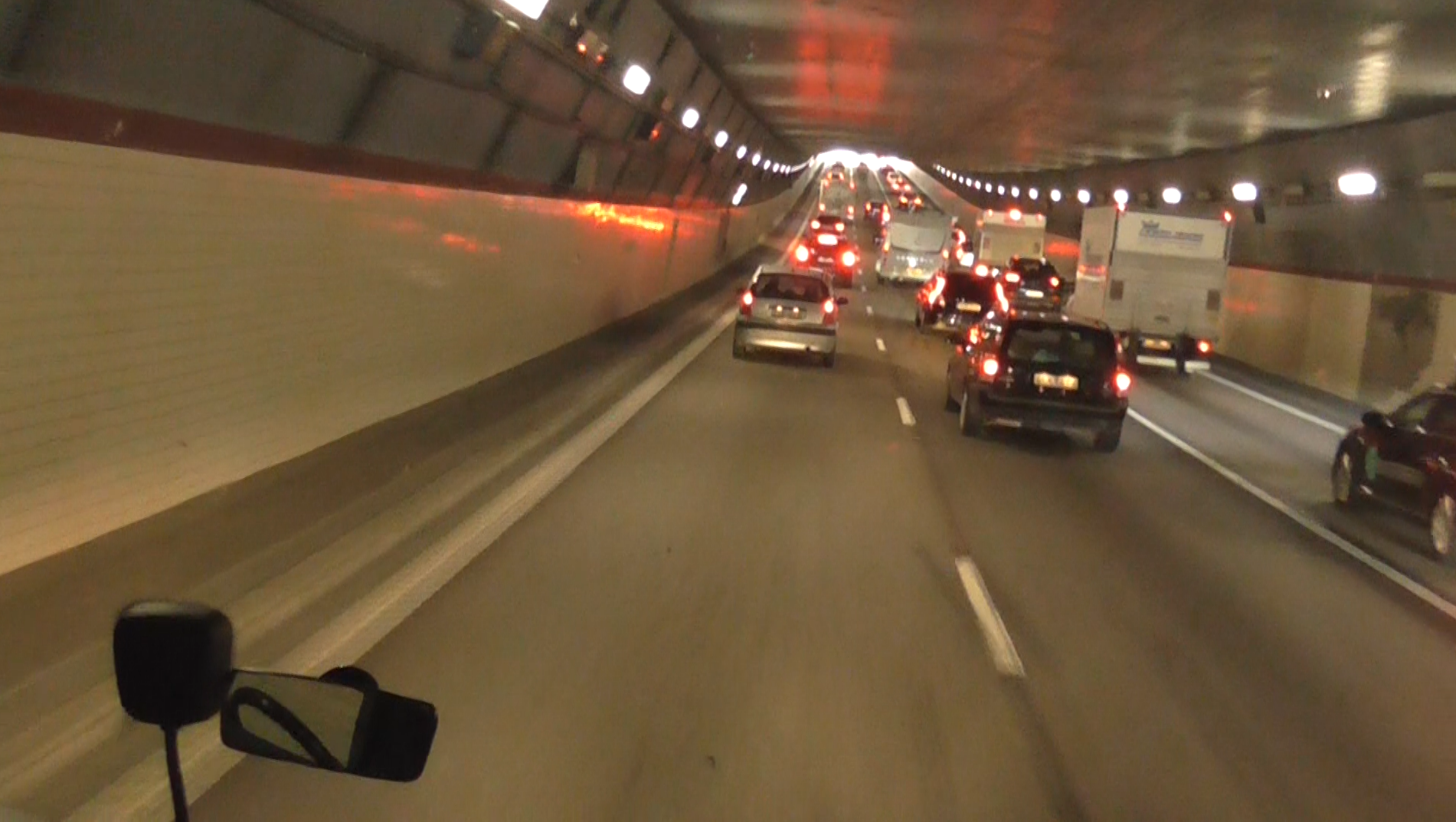
Tingstadstunneln i södergående riktning (det västra tunnelröret). Körfältsbyte tillåtet på denna del i tunneln mellan vänster och mitten körfält (tillåtet sedan 2015).

Från Tingstadstunneln öppnande och fram till 2015 var det förbjudet att byta körfält mellan alla körfält i båda riktningar genom tunneln. I samband med de trafikutredningar som genomfördes för Marieholmstunneln under 2014 sågs en möjlighet att öka framkomligheten genom Tingstadstunneln i södergående riktning genom att tillåta körfältsbyte mellan det vänstra och mellersta körfältet. Poängen med denna tillåtelse var framförallt för att skapa en möjlighet för trafiken från Lundbyleden som skulle mot E20Ö att färdas in i tunneln via den vänstra rampen från Lundbyleden, som hade eget körfält in i tunneln med outnyttjad kapacitet. Den högra rampen från Lundbyleden in i tunneln gick samman med E6:s högra genomgående körfält, där en flaskhals fanns som skapade köer både från Lundbyleden och från E6 norrifrån.
För att minska köerna byggs en ny vägtunnel strax nordost om Tingstadstunneln, Marieholmstunneln, klar 2020. Tunneln ingår i Västsvenska paketet, som även innebär att trängselskatt införs och att infrastrukturen byggs ut, bland annat en pendeltågstunnel, Västlänken.
Under åren 2022–2023 kommer underhållsarbeten på Tingstadstunneln att bedrivas för att förlänga tunnelns livslängd. Tekniska system kommer att bytas ut och säkerheten kommer att ökas. Förberedande arbeten görs under år 2021.

## Kollektivtrafik
Det första arbetet kring den blivande tunneln som berörde spårvägen var det förbigångsspår som anlades vid Olskroken för att frilägga Redbergsvägen för kulvertarbeten med Gullbergsån. Spårvägen korsar E6 på en bro vid Olskroken.
Busstrafik inom Göteborg och Göteborgsregionen (inklusive färgexpresserna) använder inte Tingstadstunneln, utan istället Hisingsbron, beroende på att det finns kollektivkörfält där och man vill angöra Hjalmar Brantingsplatsen. Regionbussar mot längre norrut i Bohuslän och fjärrbussar mot Oslo använder dock vanligen Tingstadstunneln om det inte är för mycket bilköer. Tingstadstunneln har inga kollektivkörfält.

## Tunneln i media
Tingstadstunneln spelade en viktig del i en TV-serie som hette Fem dagar i december då en grupp brottslingar tänkte spränga tunneln.